# Terrassa (edifici)
|  | No s'ha de confondre amb Terrassa (arquitectura). |

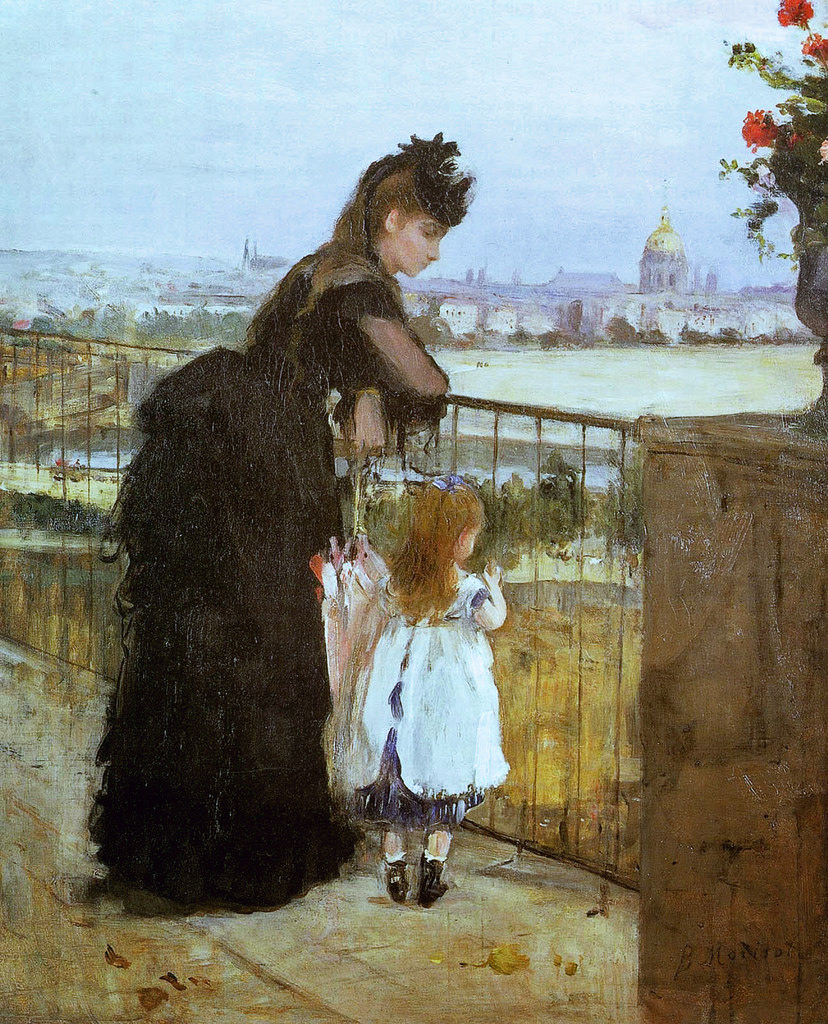
Dona i nena en una terrassa.

La terrassa és la zona de la casa oberta a l'aire lliure, l'extensió exterior habitable d'un habitatge per sobre de nivell del terreny, proveïda de baranes o murs baixos. Ès una zona externa, elevada, oberta i plana, ja sigui en un paisatge (com ara un parc o jardí) a prop d'un edifici, o com una terrassa sobre una teulada plana.

## Característiques
Les terrasses s'utilitzen principalment per a activitats d'oci com ara seure, passejar o descansar. El terme sovint s'aplica a una zona elevada davant d'un edifici o estructura monumental, a la qual s'hi arriba normalment per una gran escala i està envoltada per una balustrada. Una terrassa pot estar sostinguda per un terraplè o una base sòlida, ja sigui natural o artificial. Però les terrasses sempre estan obertes al cel i poden estar pavimentades o no.

## Història

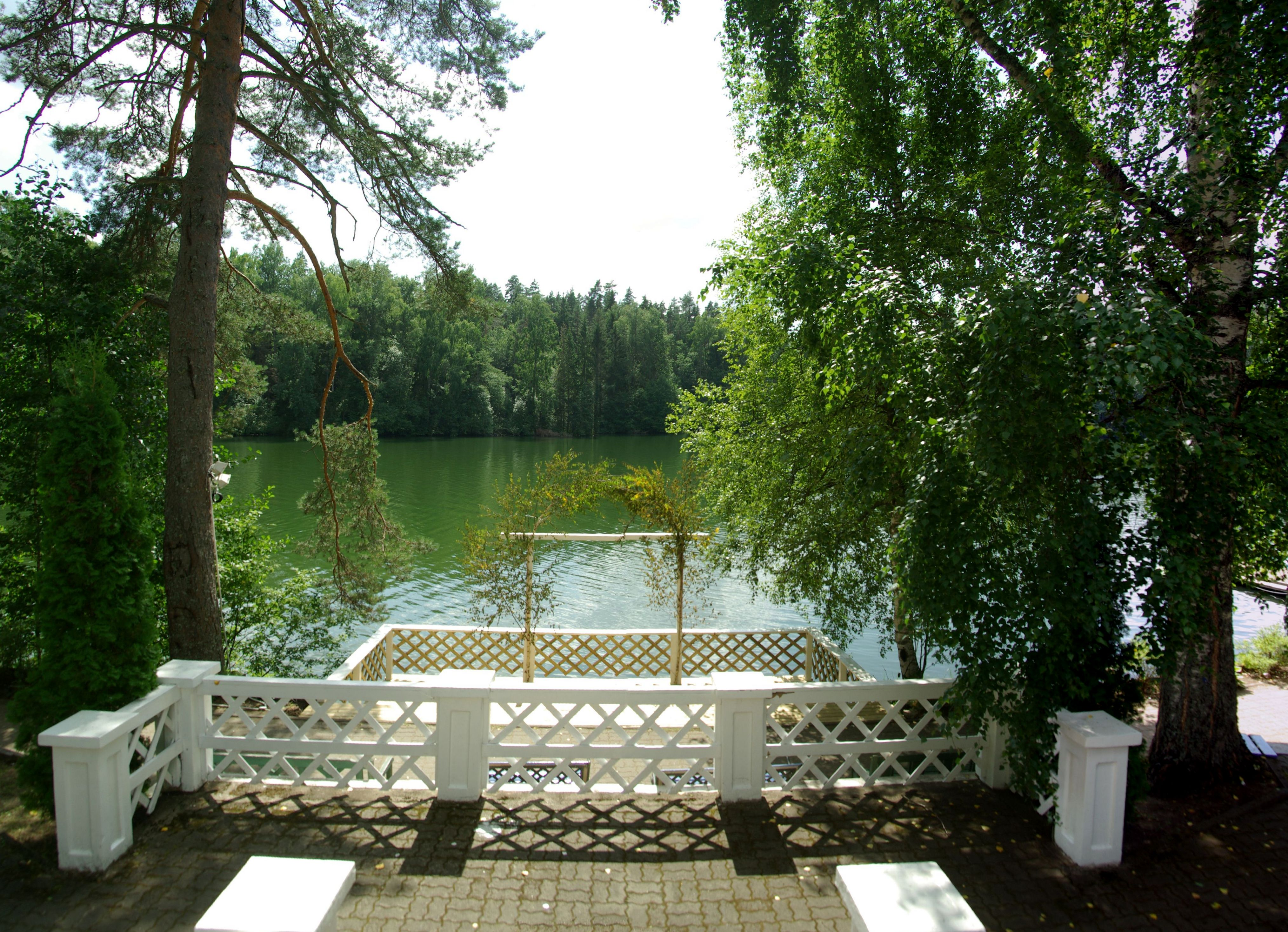
Una terrassa a la vora del llac Purgatsi a la parròquia d'Anija, Estònia

Les terrasses agrícoles es remunten a la prehistòria, però les terrasses arquitectòniques són igualment antigues. S'han trobat exemples de terrasses arquitectòniques primerenques a l'Orient Mitjà a Nahal Oren (un jaciment cultural natufià ocupat entre el 13000 i el 9834 aC ), a Tel Yarmut (2700 a 2200 aC) i a Tel el-'Umeiri (600 aC). Les terrasses arquitectòniques estaven molt esteses a tot el món. Per exemple, també es van construir terrasses arquitectòniques (en lloc d'agrícoles) a l'illa de Babeldaob, a l'actual Palau, a l'oceà Pacífic.
Les terrasses es troben arreu del món, al llarg de la història. Les terrasses es van utilitzar àmpliament a tota Grècia tant en l'arquitectura pública com privada, i es poden trobar terrasses a les teulades de Knossos ja l'any 1700 aC. Les terrasses també es van construir àmpliament a l'Imperi Romà, amb terrasses davant d'estructures monumentals (com ara temples) comunes al llarg de la història imperial. Els temples es van construir aterratges a l'illa de Java com a mínim cap al 800 dC, i la pràctica es va estendre a Cambodja. El primer temple de pedra de terrassa a Cambodja es va construir a Bakong l'any 881 dC.
Les terrasses s'utilitzen sovint per a residències privades. A les cases tradicionals tailandeses (o "cases en grup"), l'habitatge es construeix al voltant d'una terrassa central, o chaan. Una o més "cabanes" (habitacions petites i tancades) es col·loquen al voltant de la vora de la terrassa, i es disposen a uns 40 centimetres (16 in) més alta que la terrassa per proporcionar bancs integrats. La terrassa sovint està perforada al centre per un arbre, que juntament amb els sostres i les parets de les cabanes de la casa proporciona ombra, i pot estar decorada amb grans bols plans de ceràmica amb peixos i nenúfars o amb plantes en test.
Les teories arquitectòniques per a l'ús i el disseny de terrasses varien molt geogràficament i històricament. A principis del segle xx, els arquitectes Henry i Theodore Hubbard van argumentar que la funció bàsica d'una terrassa era com a base interessant d'un edifici encara més interessant. Com que la terrassa no era el punt central de l'estructura, el seu disseny havia de ser senzill i havia de dominar una bona vista. Més recentment, l'arquitecta Catherine Dee ha assenyalat que la terrassa s'utilitza més habitualment per vincular l'estructura amb el paisatge i com a extensió de l'espai habitable. Segons l'arquitecta Sophia Psarra, la terrassa és una de les formes d'arquitectura més utilitzades al segle XXI, juntament amb els vestíbuls, les escales i els passadissos.

L'arquitecte paisatgista Russell Sturgis ha observat que les terrasses tendeixen a utilitzar-se només en jardins més grans i cars.

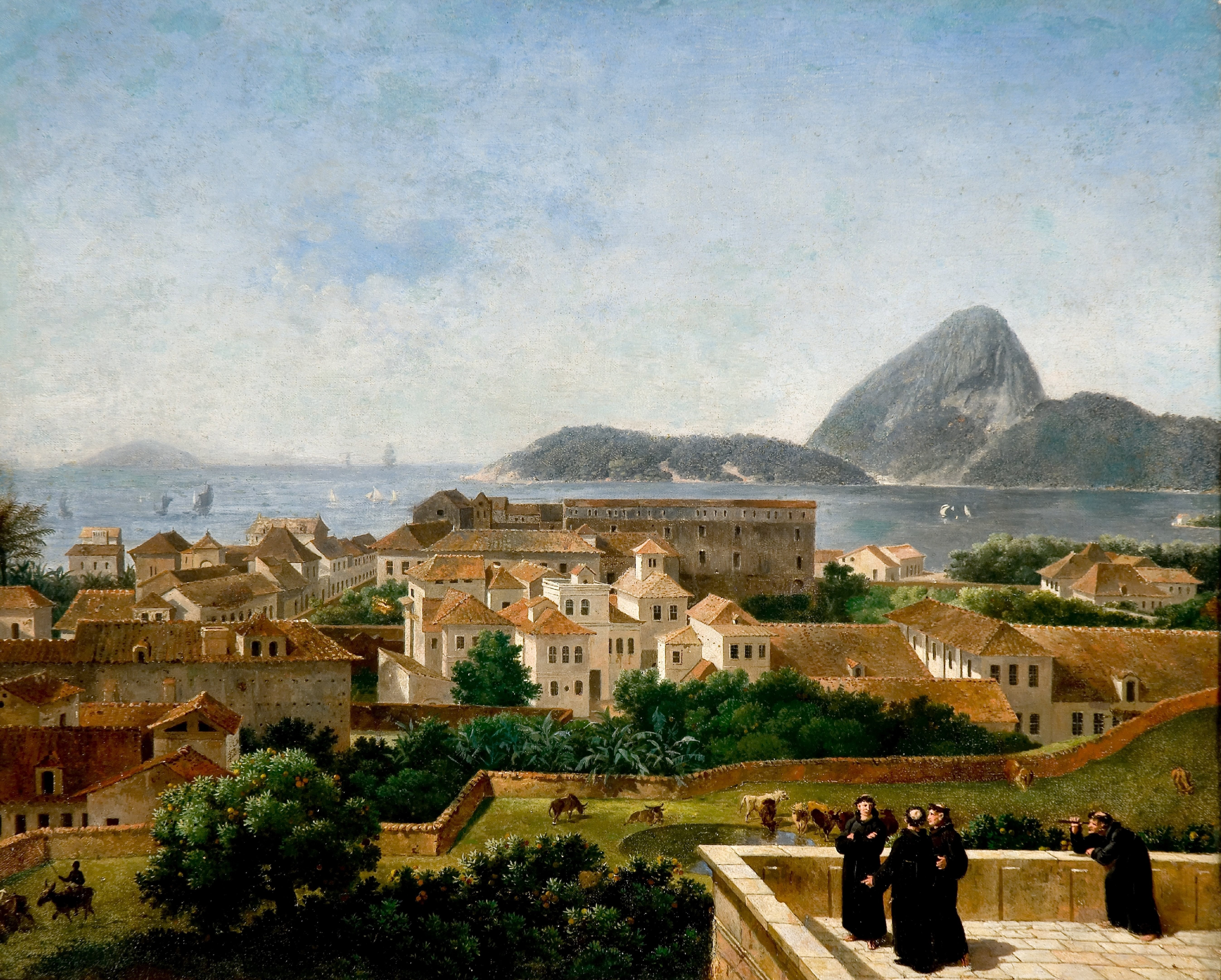
Frares franciscans contemplen el mar i el paisatge urbà des d'una terrassa a Rio de Janeiro, Brasil, c. 1816
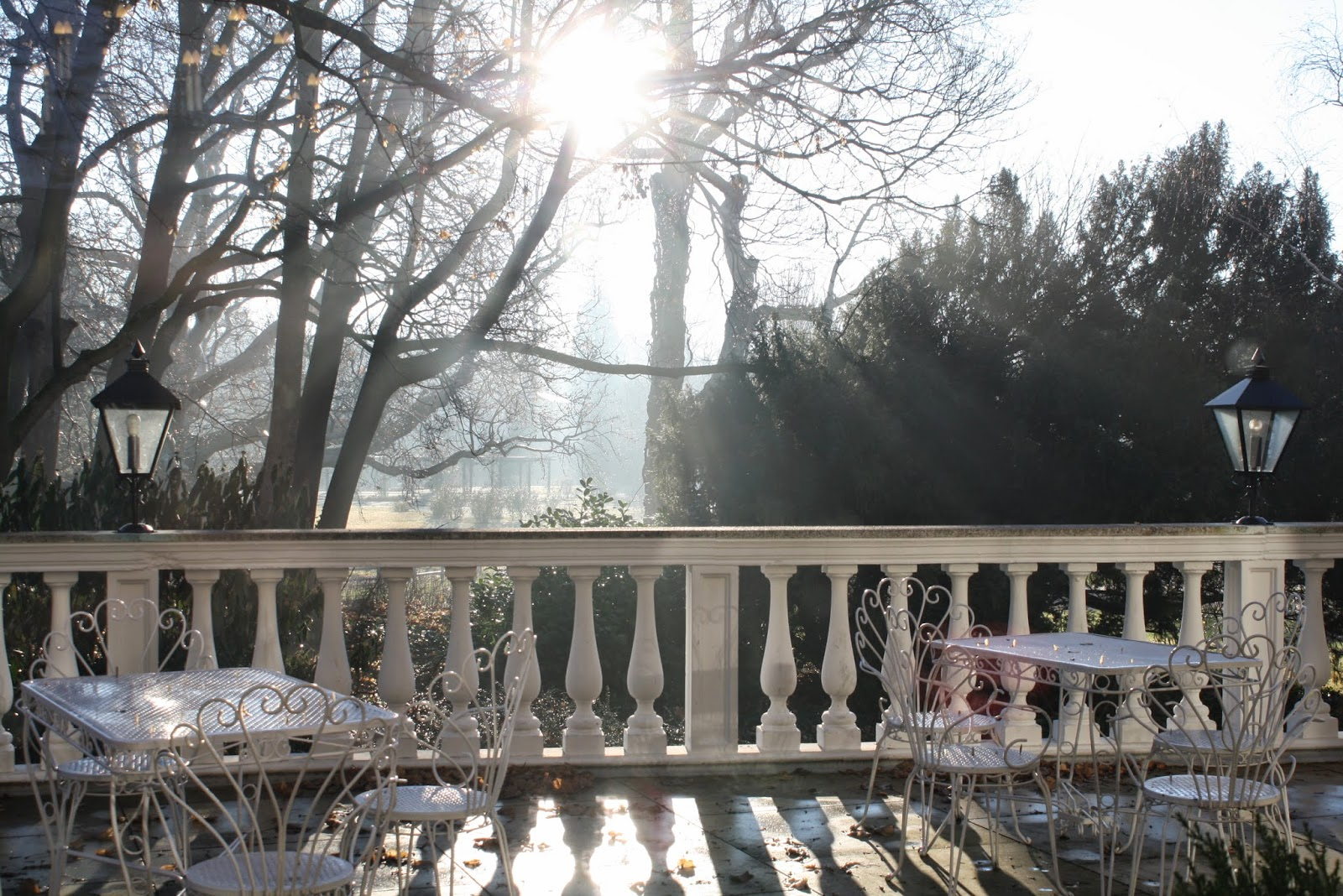
Una terrassa amb balustrada a Baden, Àustria
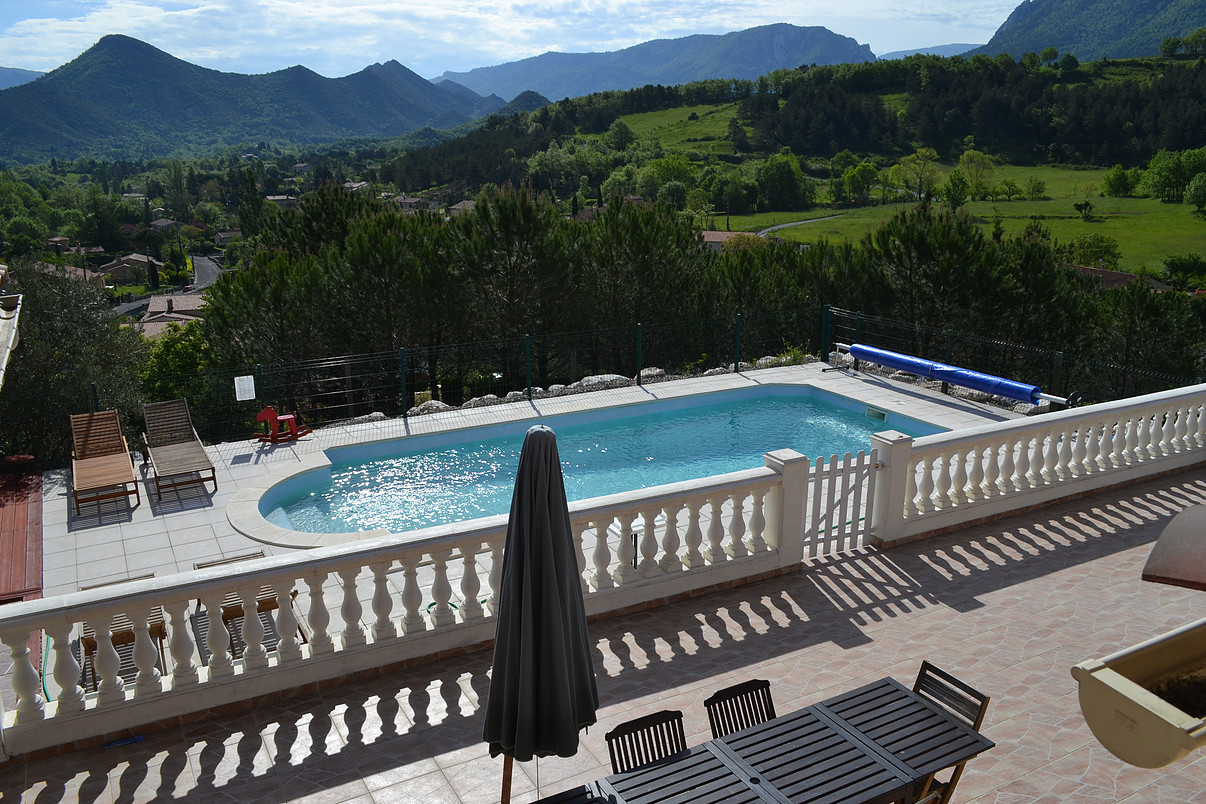
Una foto d'una terrassa amb piscina annexa a Ginoles, França, a Villa de Fleur.
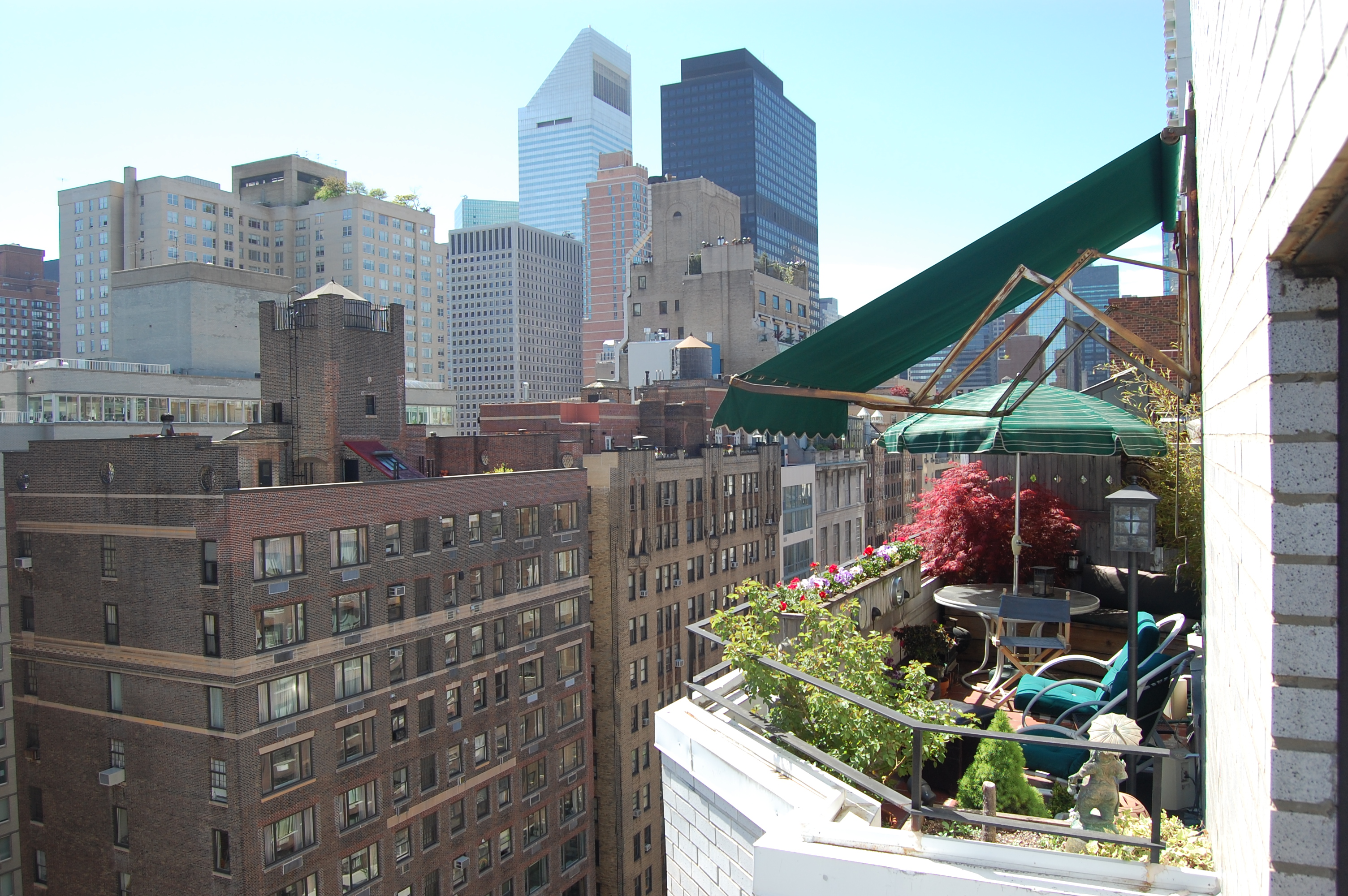
Una terrassa enrere a l'exterior d'un apartament a la planta 19 del carrer East 57 de Nova York.